# Hail
Hail (em árabe: حَائِل‎; romaniz.: Ha'il) é uma cidade da Arábia Saudita, capital da região de Hail. Está a 992 metros de altitude e segundo censo de 2010, havia 310 897 habitantes.